# 424 Gratia
424 Gratia este un asteroid din centura principală, descoperit pe 31 decembrie 1896, de Auguste Charlois.